# Mědiryt
Mědiryt (chalkografie) je nejstarší a zároveň nejobtížnější grafická technika tisku z hloubky. Byl vynalezen v Evropě v závěru gotiky a svého vrcholu dosáhl v období renesance.

## Historie
Nejstarší mědiryty pocházejí z poloviny 15. století a jsou většinou dílem umělců vyškolených ve zdobení kovu. Mědirytu zřejmě předcházela zkušenost zlatníků, kteří užívali techniku niello pro zvýraznění rytých linií ve zlatě, stříbře nebo jiných kovech a postup práce při rytí kontrolovali zkušebními otisky černou barvou. Podle Vasariho byl jedním z prvních mědirytců florentský zlatník Tommaso Finiguerra (r. 1452). O zavedení mědirytu v Itálii se zasloužil zejména Andrea Mantegna.
Mědiryt se rozšířil z Německa. Prvním doloženým mědirytcem byl anonym označovaný jako Mistr hracích karet (německy Meister der Spielkarten), aktivní v jihozápadním Německu v letech 1425–1450, vyškolený spíše v malířství a kresbě než ve zlatnickém řemesle. Celkem je známo 106 jeho rytin, z nichž soubor karet pochází z doby před rokem 1440. Nejstarším datovaným mědirytem je Bičování Krista z roku 1446. Anonymní autor označovaný někdy jako „Mistr 1446“ mohl být žákem Mistra hracích karet.
Ve stejné době byl v jihozápadním Německu nebo Švýcarsku aktivní další mědirytec, původně zlatník, který svá díla označoval monogramem a je znám jako Mistr nebo Monogramista E.S. V letech 1450–1468 vytvořil kolem 300 mědirytů, které byly užívány gotickými malíři jako kompoziční vzory. V jeho dílně se vyškolil Israhel van Meckenem mladší. V českých zemích pochází nejstarší mědiryt z roku 1481, jehož autorem byl Václav z Olomouce.
Prvním významným umělcem, který tvořil technikou mědirytu, byl Martin Schongauer (1448–1491), syn zlatníka Caspara Schogauera pocházejícího z Augsburgu. Ve své dílně v Colmaru založil významnou ryteckou školu. K jeho následovníkům patřil Albrecht Dürer, který na počátku renesance techniku mědirytu dovedl k dokonalosti, a tzv. „Malí mistři“ činní v Norimberku před polovinou 16. století. V Nizozemí byl počátkem 16. století nejvýznamnějším rytcem Lucas van Leyden, který však neměl žádné pokračovatele.
S rozšířením knihtisku nastal velký rozvoj mědirytu jako reprodukční techniky. V Německu vznikla řada dílen, které se specializovaly na mědirytinu, ale zároveň došlo k úpadku umělecké úrovně. Na přelomu 16. a 17. století se technika mědirytu rozšířila do dalších zemí. Významné rytecké školy vznikly v Nizozemí kolem Rubensovy malířské dílny (Pieter Soutman, Lucas Vosterman, Paul Pontius) nebo u dvora Rudolfa II. (Aegidius Sadeler, Jan Harmensz. Muller). Ve Francii byla rytecká škola u královského dvora Ludvíka XIII a XIV., proslavená propracovanými portréty (Jean Morin, Gérard Edelinck, Robert Nanteuil, Antoine Masson). Významnou inovaci techniky mědirytu přinesl svou metodou rytí s proměnnou šířkou souvislé linie Hendrik Goltzius a k dokonalosti ji dovedl Claude Mellan ve svém grafickém listu Tvář Kristova na roušce Veroničině. Kristova tvář je vytvořena jedinou souvislou linií která začíná na špičce nosu a odtud pokračuje ve spirále.
V období renesance a baroka byl mědiryt užíván především jako reprodukční technika a sloužil ke kopírování děl starých mistrů. Jedním z nejlepších italských mědirytců byl Marcantonio Raimondi, který zprvu kopíroval díla Albrechta Dürera a Lucase van Leyden, později zejména kresebné předlohy Raffaela. Dalším významným reprodukčním mědirytcem byl Agostino Carracci, který kopíroval díla Veronese nebo Tintoretta. V Německu působil významný nakladatel a zakladatel rytecké školy Matthäus Merian , u kterého v letech 1631-1632 pracoval Václav Hollar. Hollar a po něm další angličtí grafici pracovali smíšenou technikou mědirytu a leptu. V 18. století provozoval William Hogarth velkou ryteckou dílnu, která kopírovala jeho vlastní malby. V Anglii a v Německu vznikla na přelomu 18. a 19. století technika obrysové rytiny, která měla být pokusem o záchranu uměleckého mědirytu (John Flaxman, Bonaventura Genelli).
Jako volná grafická technika se udržel mědiryt až do 20. století ve Francii, díky podpoře sběratelů a znalců umění. Jinde byl mědiryt vytlačen zprvu čárovým leptem a od 30. let 19. století litografií a xylografií. V Československu tvořili technikou mědirytu mj. Cyril Bouda, Karel Svolinský, Bohdan Lacina.

## Postup

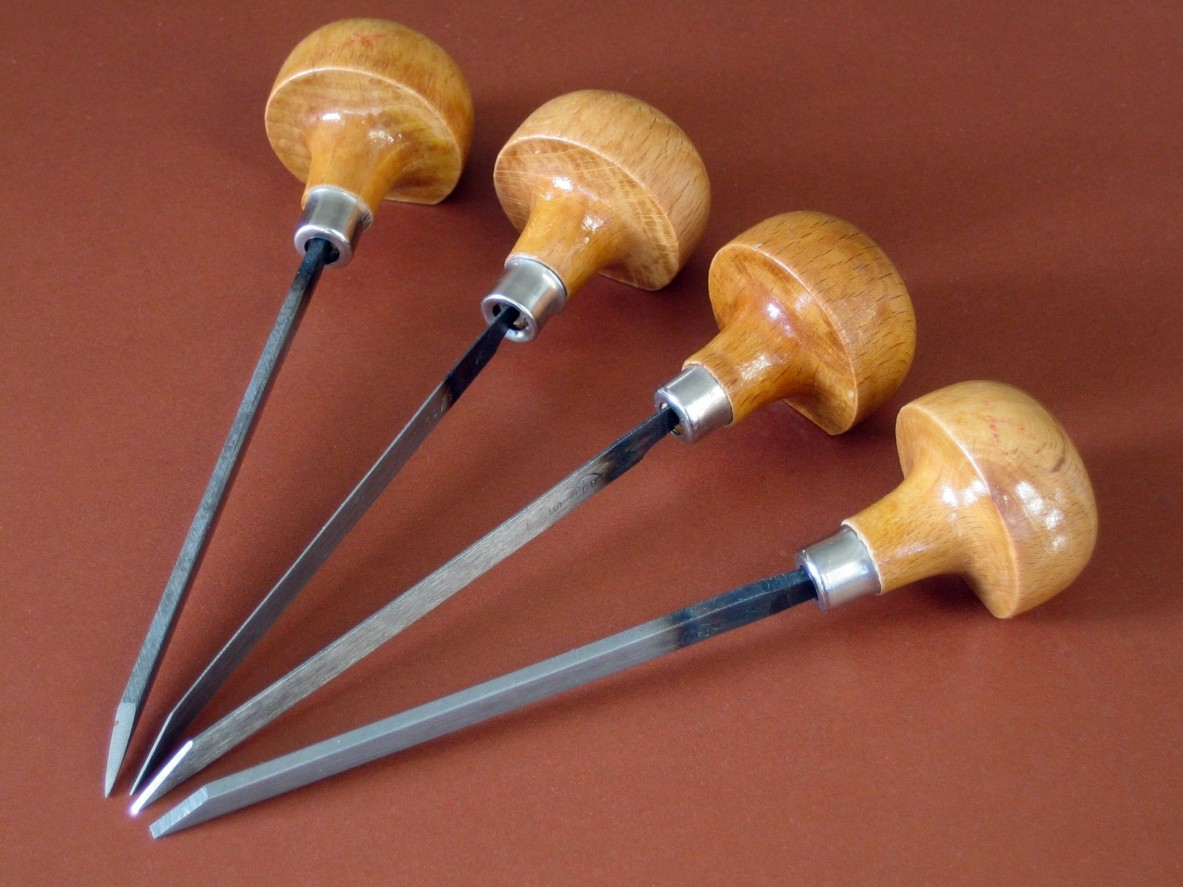
soubor rydel

Pro mědiryt se užívají poměrně tenké desky (1–2 mm), které je třeba předem dokonale vyleštit, včetně faset podél okraje. Vhodnější jsou menší formáty desek, které rytec levou rukou pootáčí na koženém polštářku naplněném pískem a rydlo v pravé ruce udržuje ve stejném sklonu, téměř vodorovně. Práce vyžaduje soustředěnost, zručnost v zacházení s rydlem a dobrý zrak. Opravy jsou velmi obtížné, protože vyryté linie nelze ničím zaplnit, ani vyříznout a nahradit novým materiálem. Chybné linie se musí škrábáním a jemným broušením odstranit, až je nahradí opět hladká plocha.
Hlavními nástroji jsou ocelová rydla zasazená do dřevěného držátka, z jedné strany seříznutého, dále jehla, hladítko a trojhranná škrabka. Rydla jsou dlouhá kolem 12 cm a na konci čepele mají šikmo zbroušený štítek, který brání hlubšímu proniknutí rycí špičky do kovu. Používají se nástroje různého tvaru a průřezu: jejich profil může být oválný, kapkovitý, trojúhelníkový, kosočtvercový nebo čtvercový. Některá rydla jsou prohnutá (šavlovitá), nebo mohou mít více hrotů k rytí paralelních linií (stužková). Stopy rydel jsou nejprve velmi jemné a až podle potřeby se prohlubují nebo rozšiřují, obvykle stejným rydlem nebo větším rydlem o stejném profilu.
Čáry mědirytu začínají ostrou špičkou a končí kratší špičkou nebo tupě. Tenký stočený drátek vyrytého materiálu odpadá a mírně zvednutý okraj kovu po stranách čáry (grátek) se obvykle odstraňuje škrabkou a sbroušením. Někdy se grátek ponechává a změkčuje čáru při několika prvních otiscích. Během práce se plochy dobrušují špalíčkem dřevěného uhlu namočeným v oleji. Drobná drť uhlu zároveň začerňuje vyryté linie.
Kresbu je možno na desku přenést, zejména pokud obsahuje písmo, které se ryje stranově obráceně. Desku je třeba natřít slabou vrstvou damarového laku, ještě před zaschnutím na ni přiložit kresbu na průsvitném papíru pokreslenou stranou dolů a přejíždět kostkou tak dlouho, až se kresba přilepí. Podle Baleky je možné desku před rytím potáhnout tenkou vrstvou vosku, která se zabílí křídou a pak začerní sazemi. Pak se do ní ryje zrcadlově obrácená kresba.
K základním znakům mědirytu patří lineární systém zobrazení, ostrá čára, kresebná až geometrická přesnost, jasnost, vzdušnost a bohatost. Technika umožňuje podat objem, obrys, světlo, stín, plochu a prostor. U starých rytin lze pozorovat velmi živé obrysové a kresebné jemné čáry, které vybíhají ve světlech do ztracena řadou bodů, ve stínech se naopak prohlubují, rozšiřují a jsou překryty zkříženými šrafurami. Až manýrovitě jsou podány např. vlasy krouživými pohyby rydla.

## Vývoj techniky mědirytu

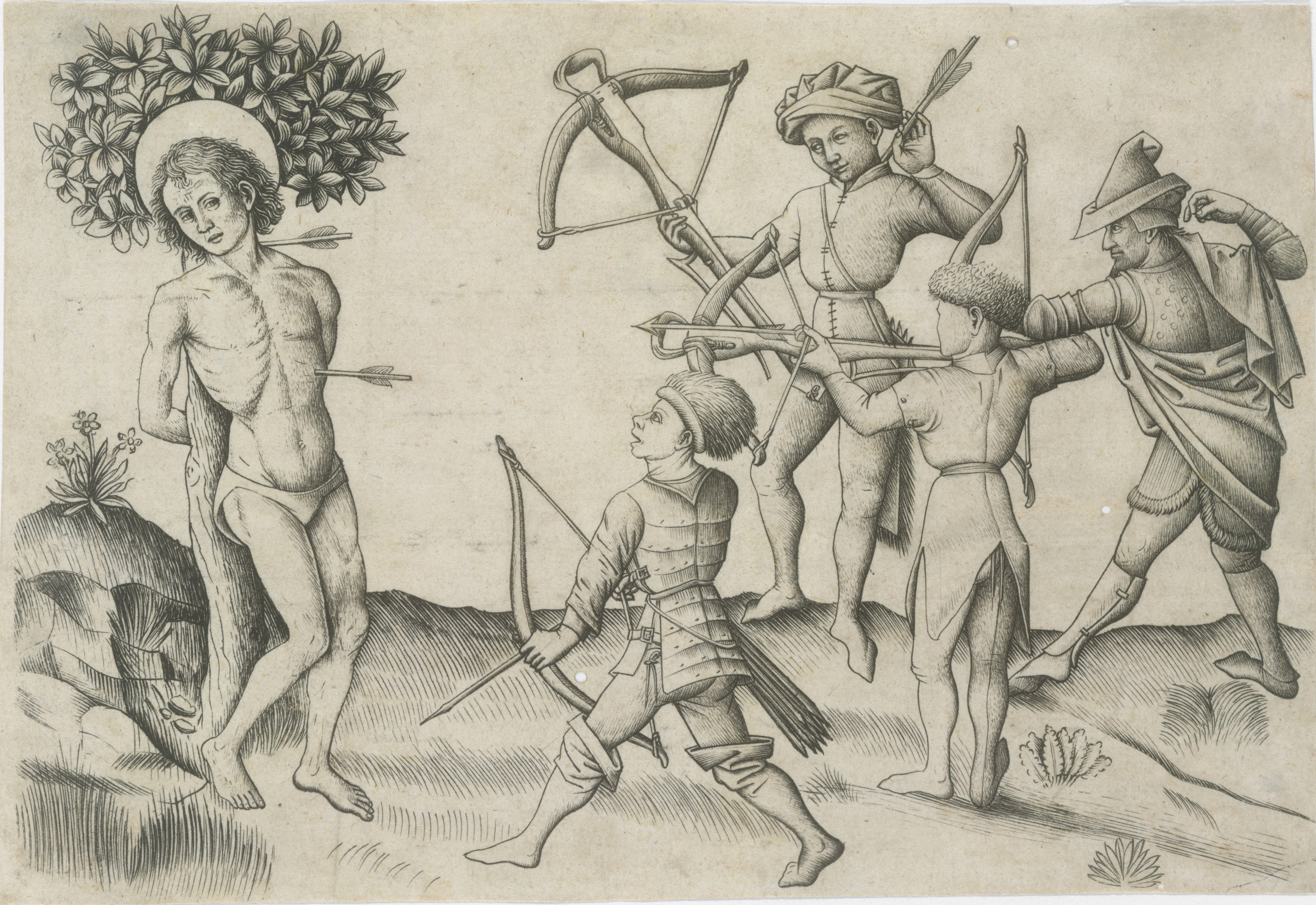
Mistr hracích karet, Utrpení Sv. Šebestiána, kol. 1440
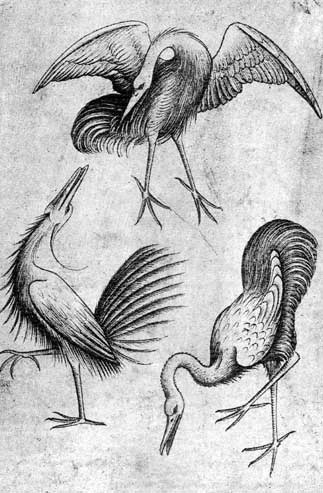
Mistr hracích karet, studie ptáků, kol. 1450
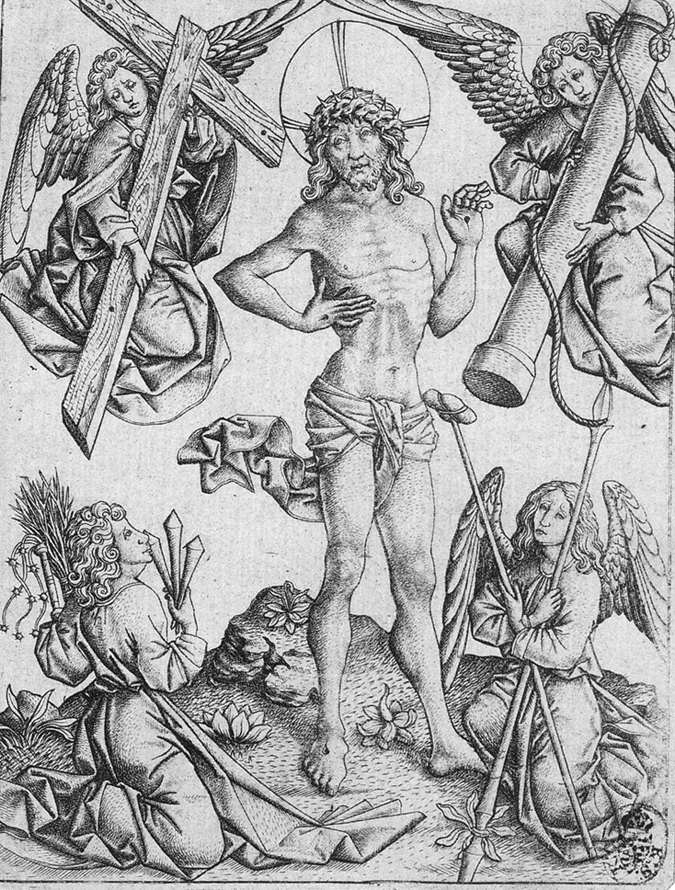
Monogramista E.S., Bolestný Kristus s anděly, 1460
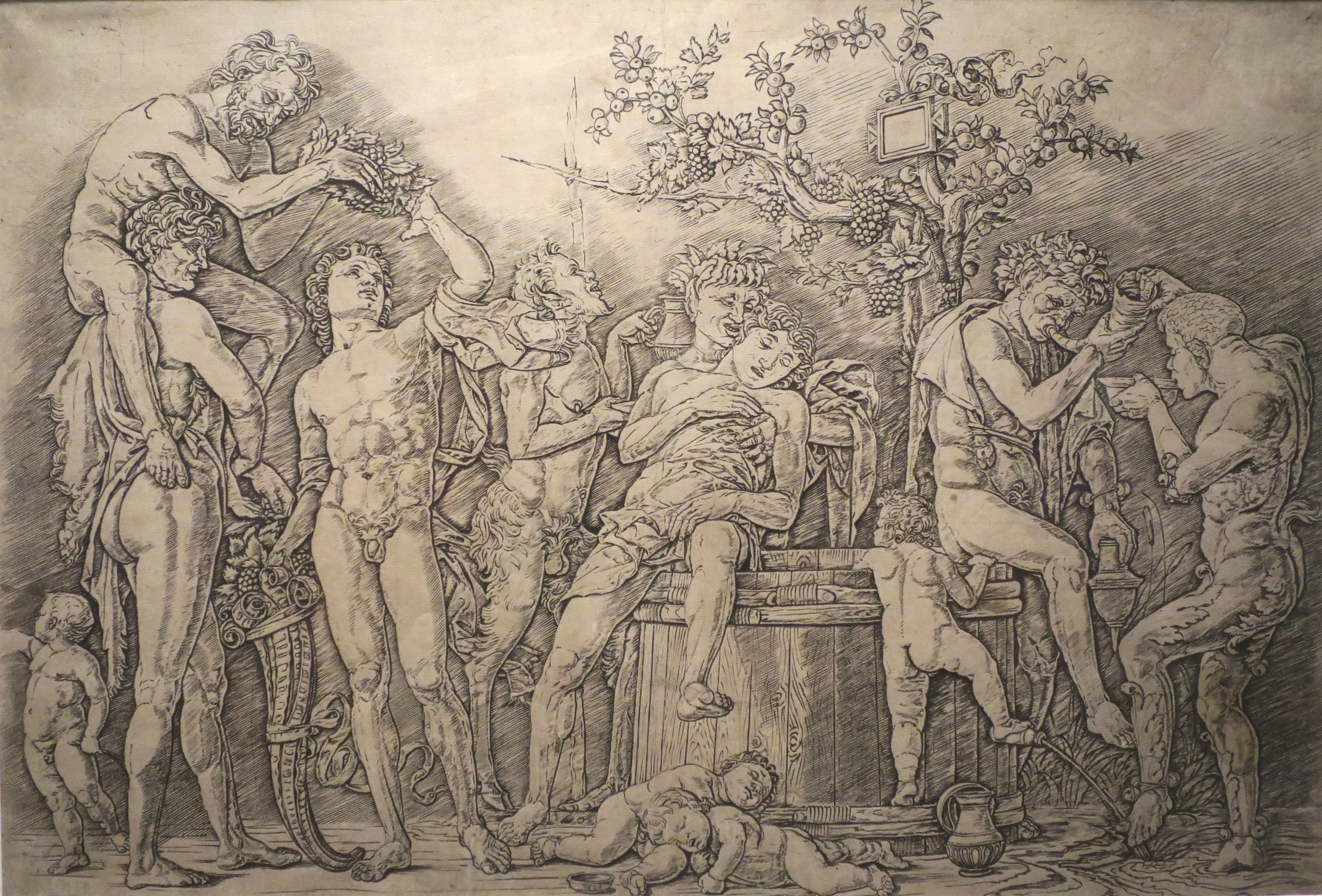
Andrea Mantegna, Bakchanálie, c. 1470
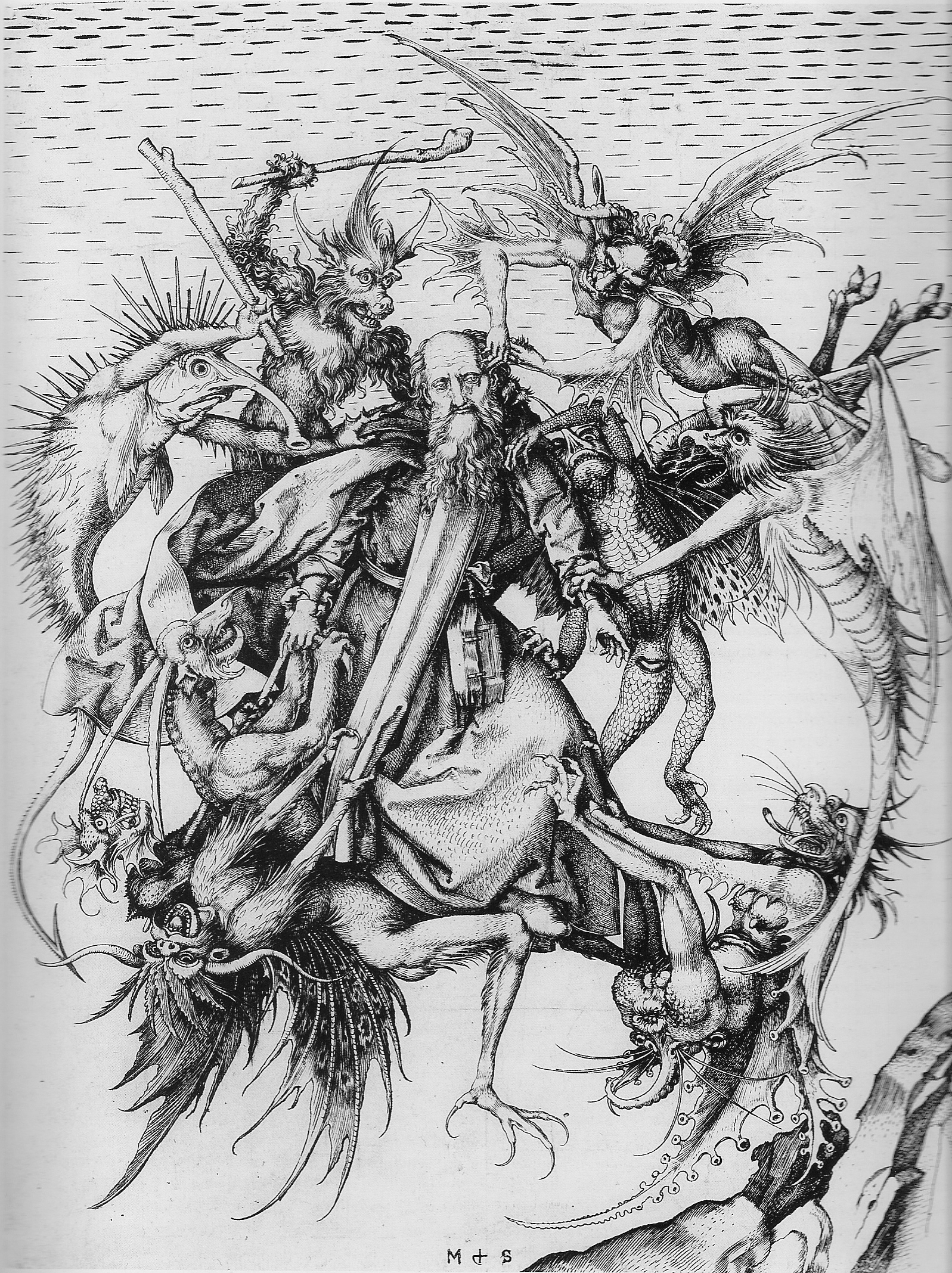
Martin Schongauer, Pokušení sv. Antonína, 1470
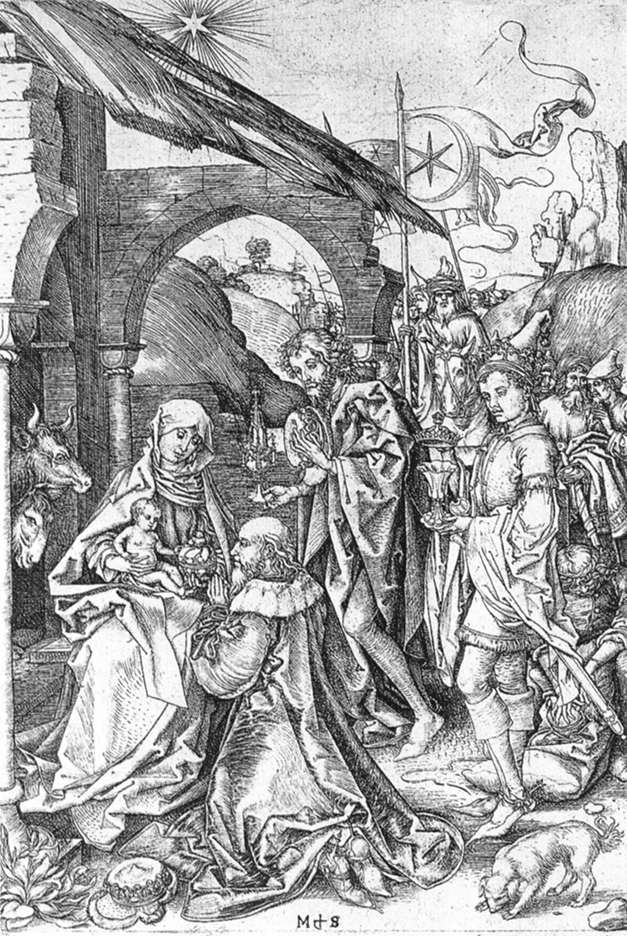
Martin Schongauer, Klanění tří králů, 1475
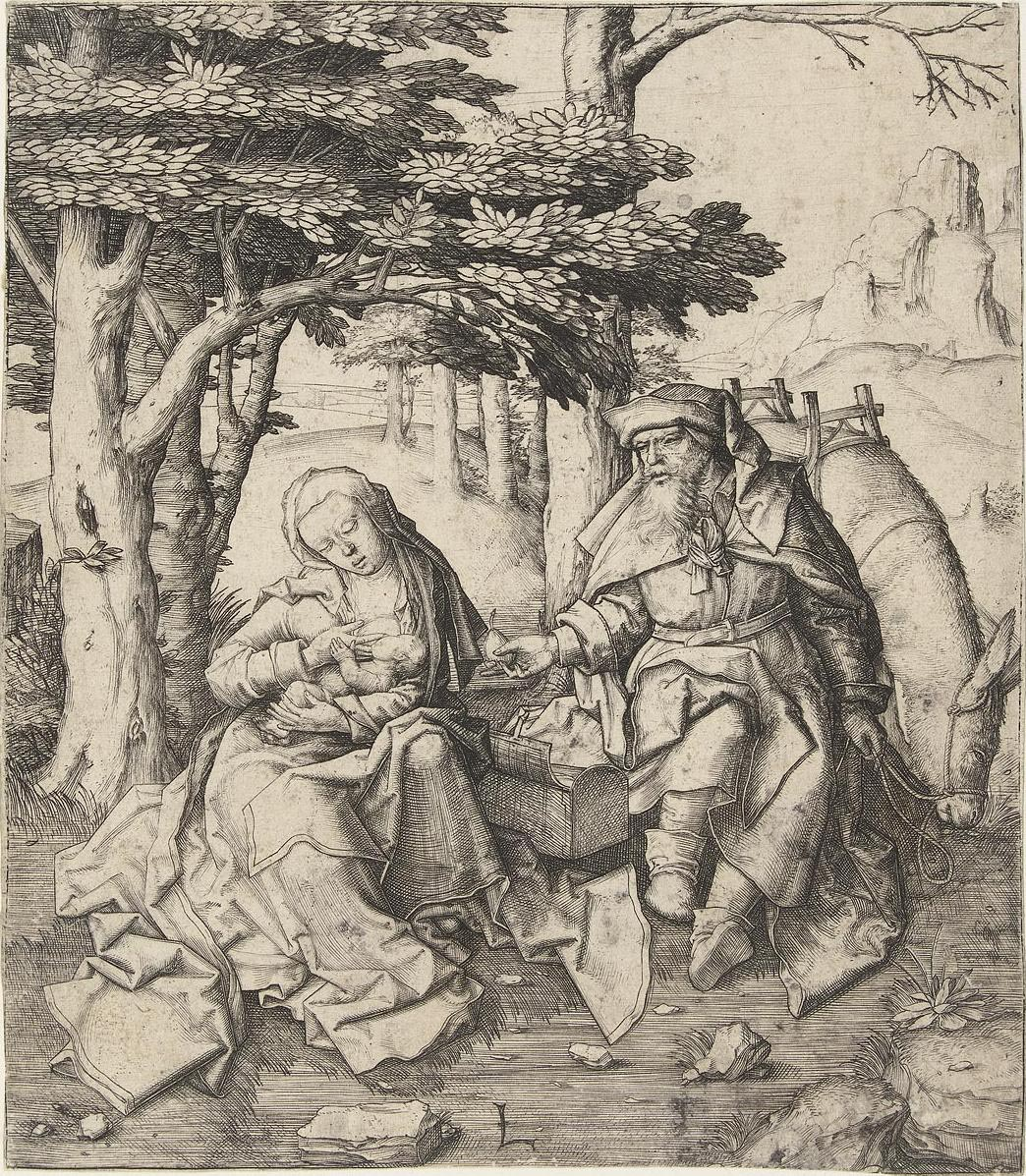
Lucas van Leyden, Odpočnek na útěku do Egypta, 1506
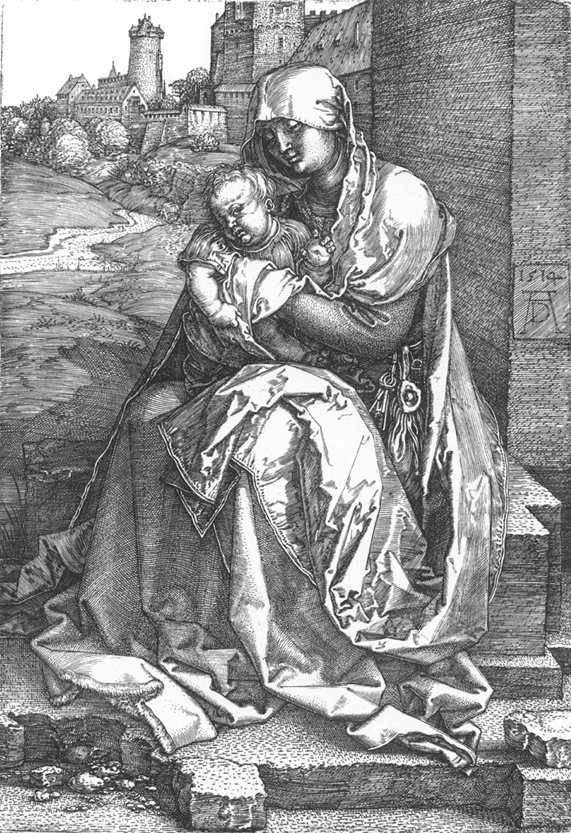
Albrecht Dürer, Madonna u hradeb, 1514
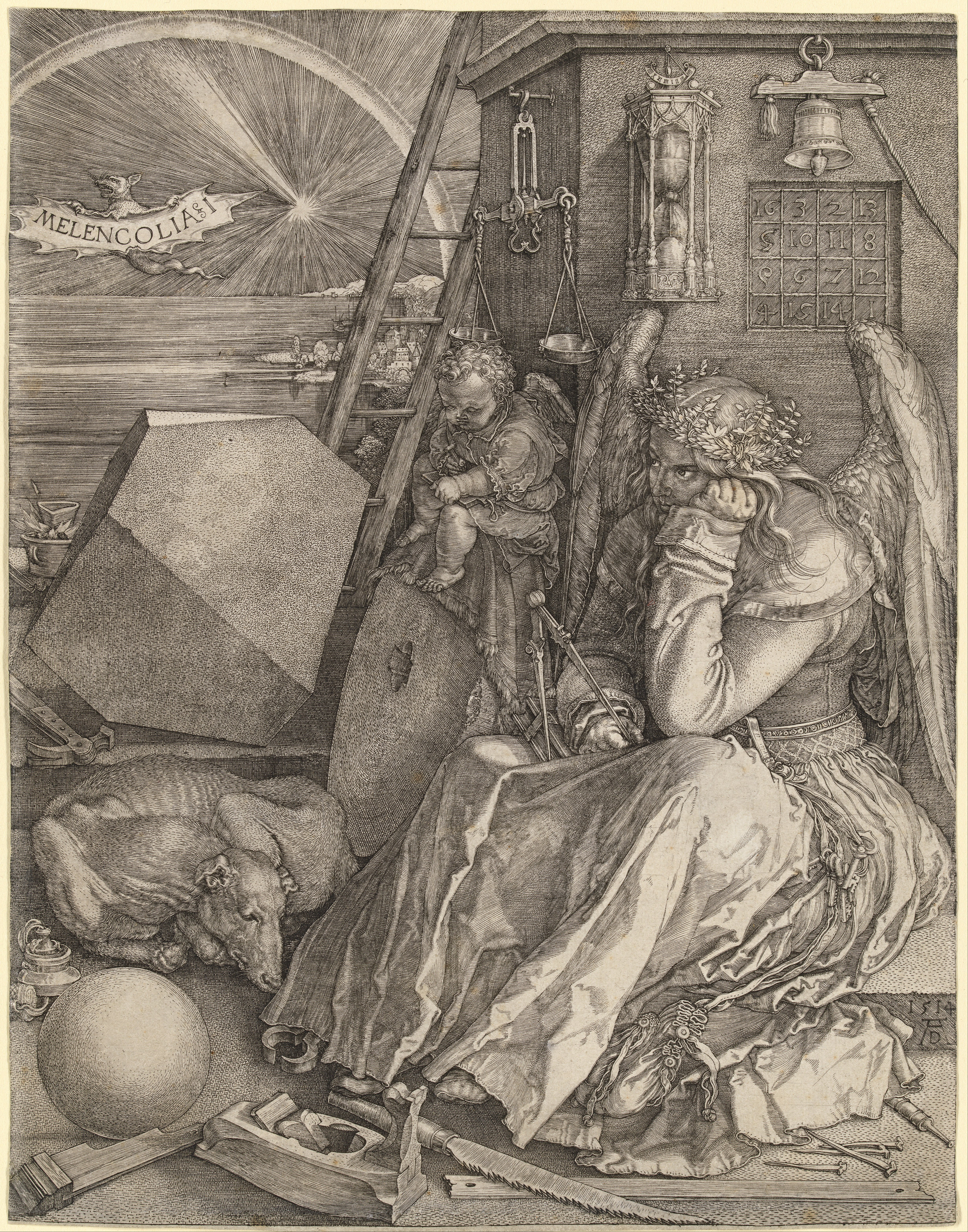
Albrecht Dürer, Melancolia I, 1514 – Google Art Project
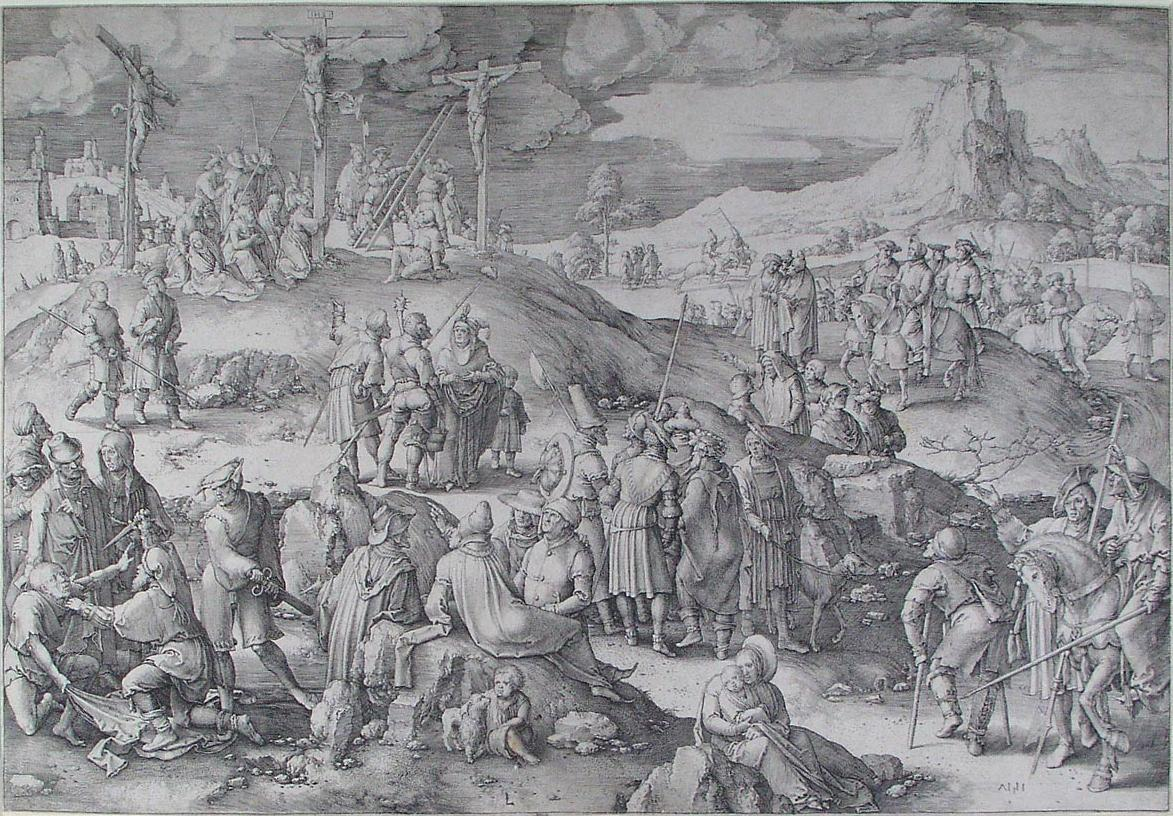
Lucas van Leyden, Golgota, 1517
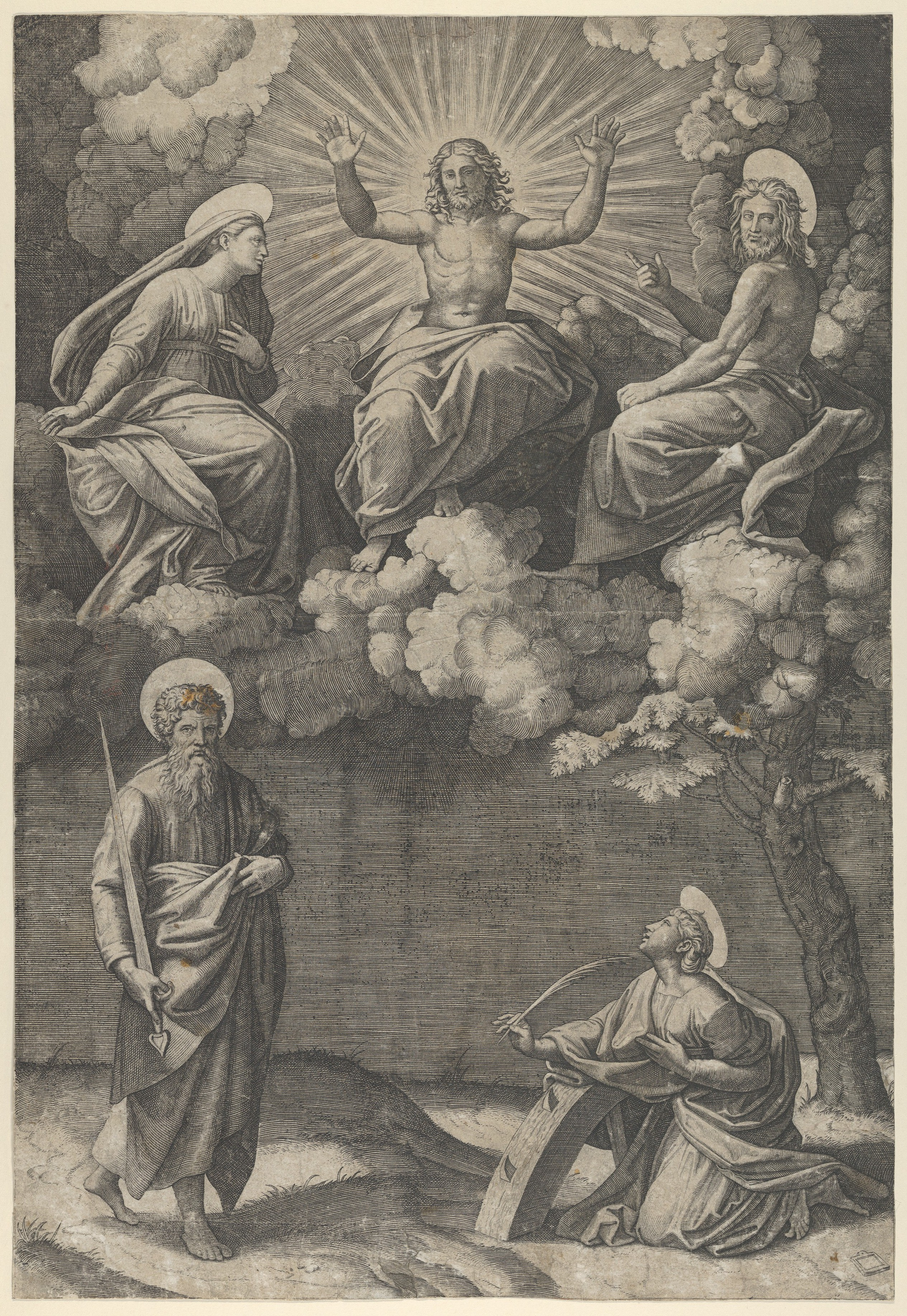
Marcantonio Raimondi (dle Raffaela), 1520-1525
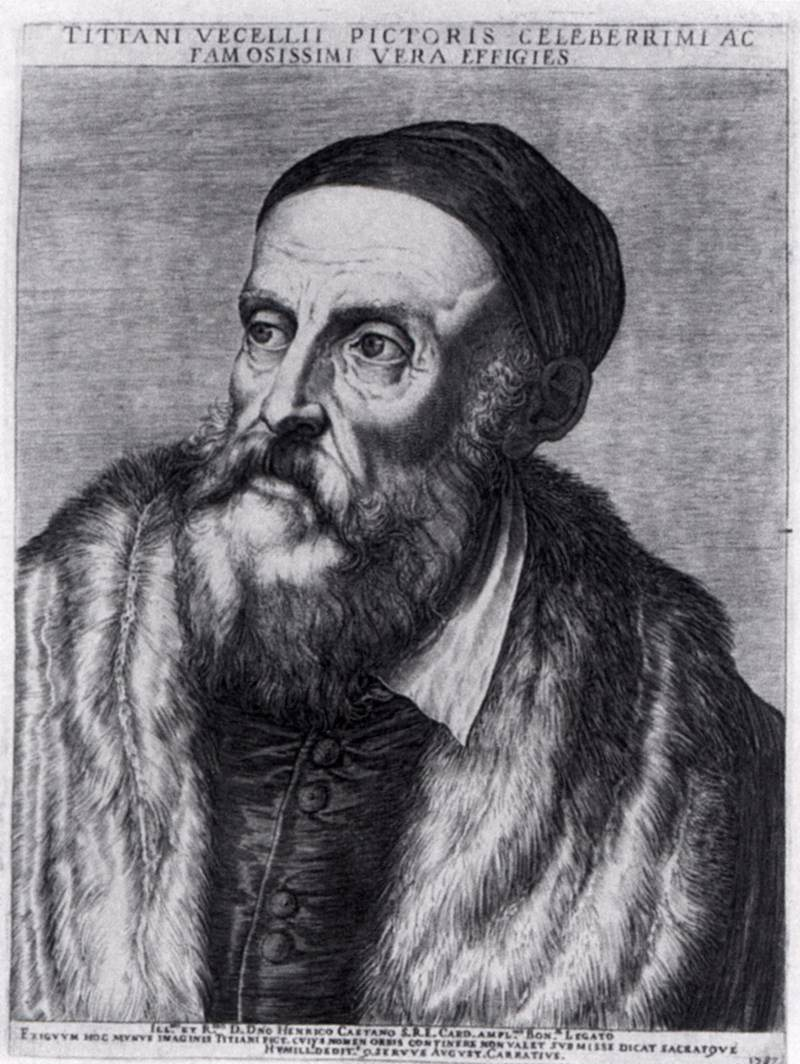
Agostino Carracci, Titian, 1585
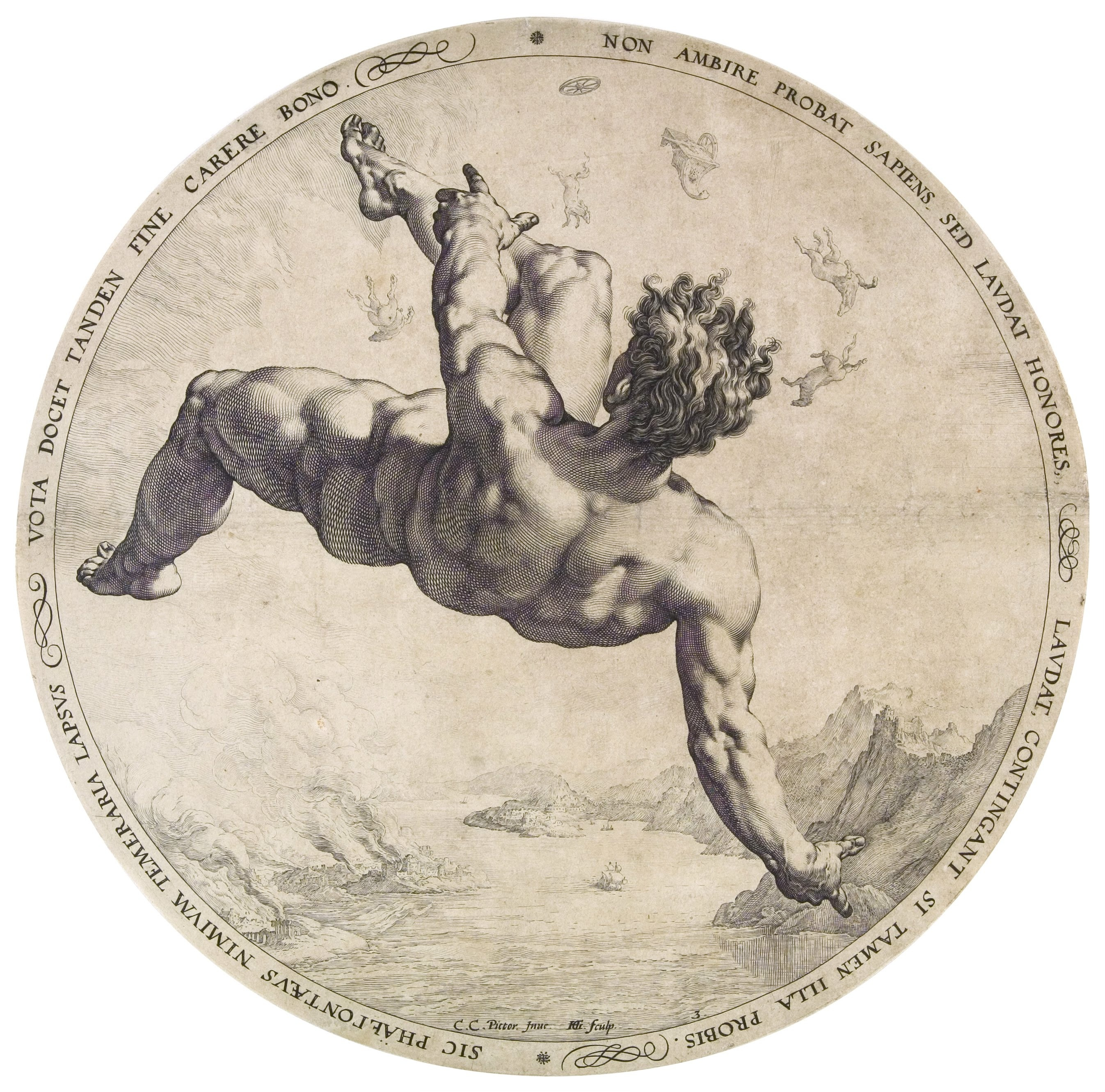
Hendrik Goltzius, Phaethon, 1588 – Google Art Project
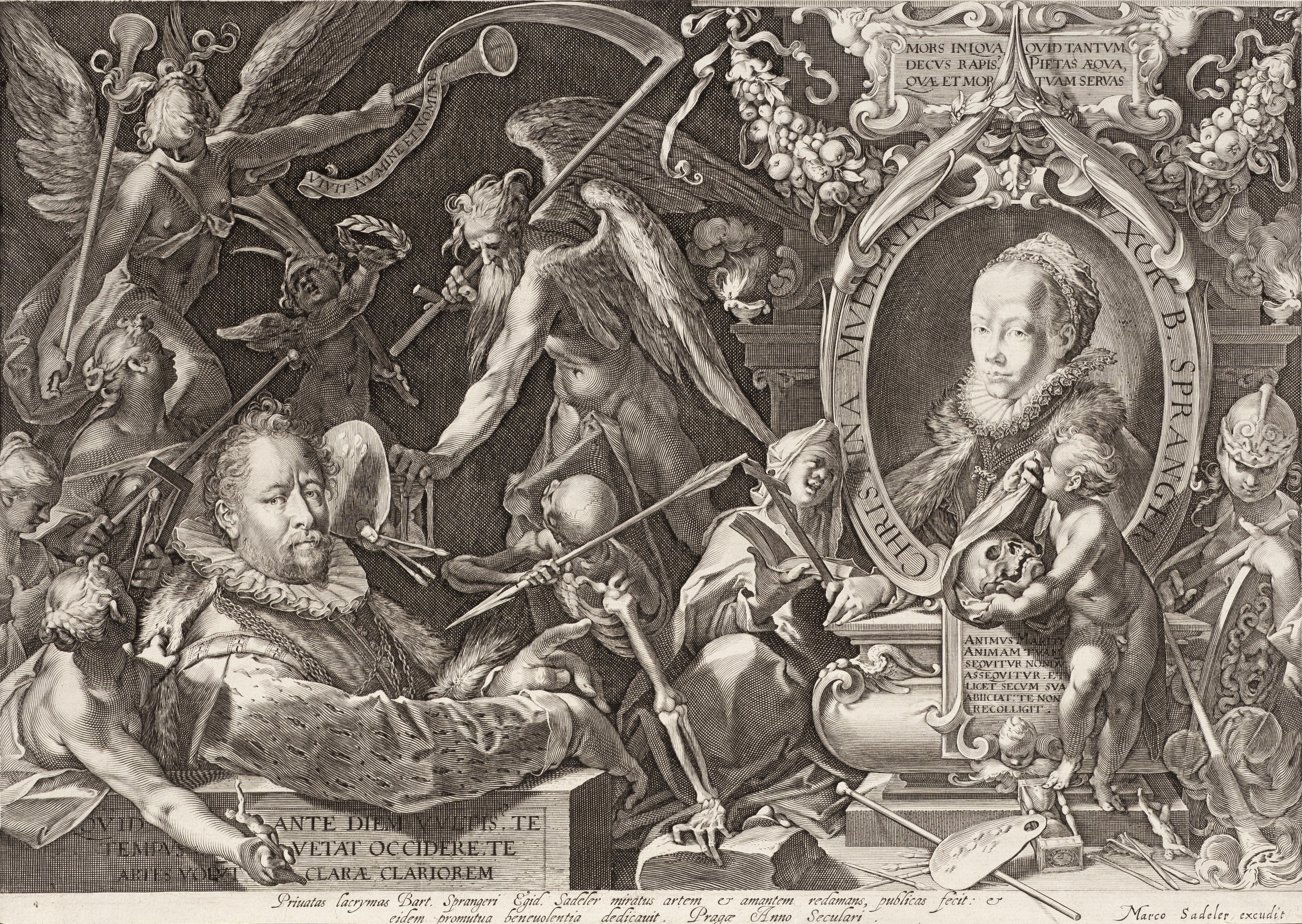
Aegidius Sadeler, Alegorický dvojportrét Bartholomea Sprangera a jeho zesnulé choti Christiny, 1600, Národní galerie v Praze
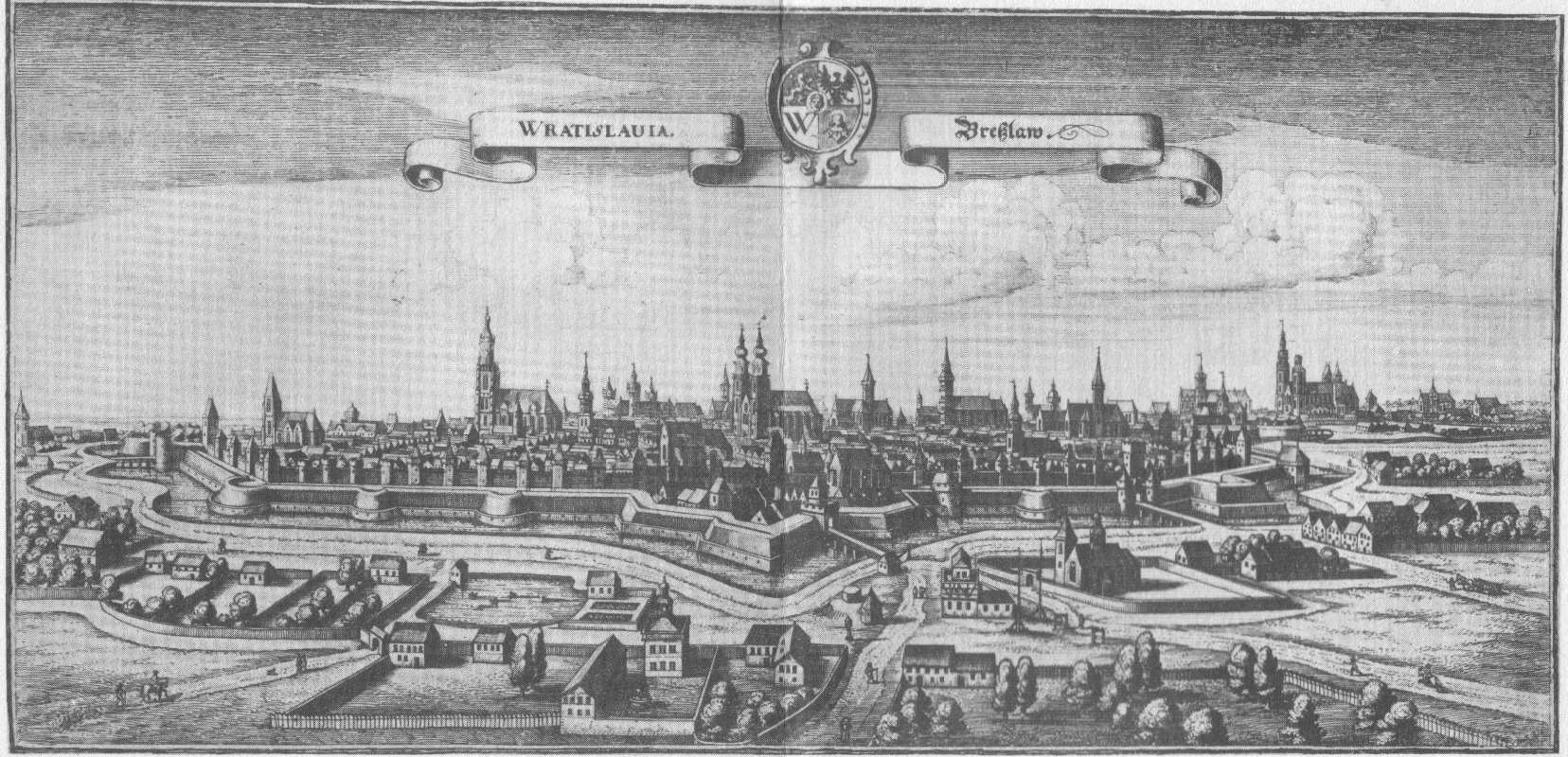
Matthäus Merian, Wroclav, 1642
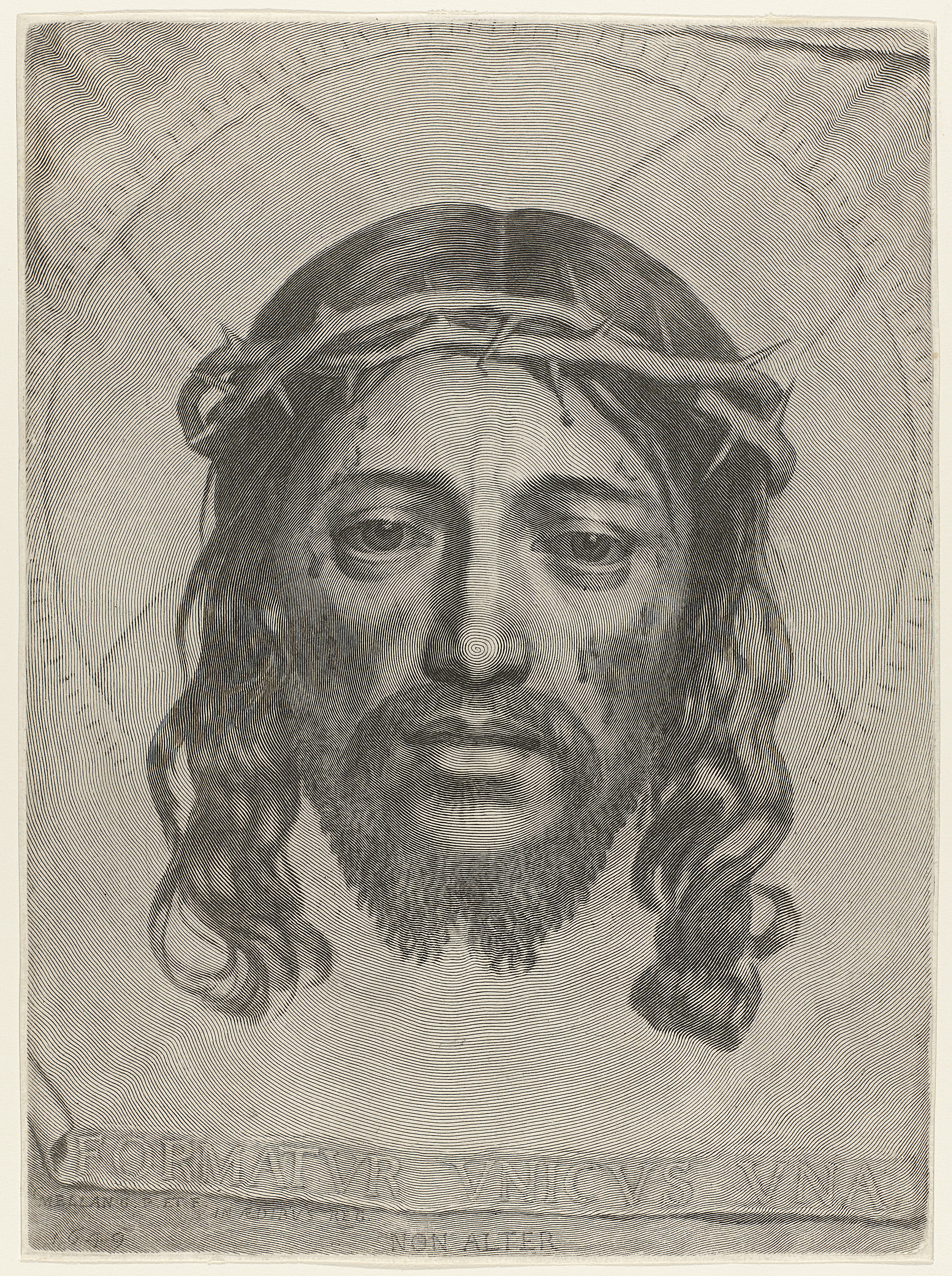
Claude Mellan, Tvář Kristova na roušce Veroničině, 1649
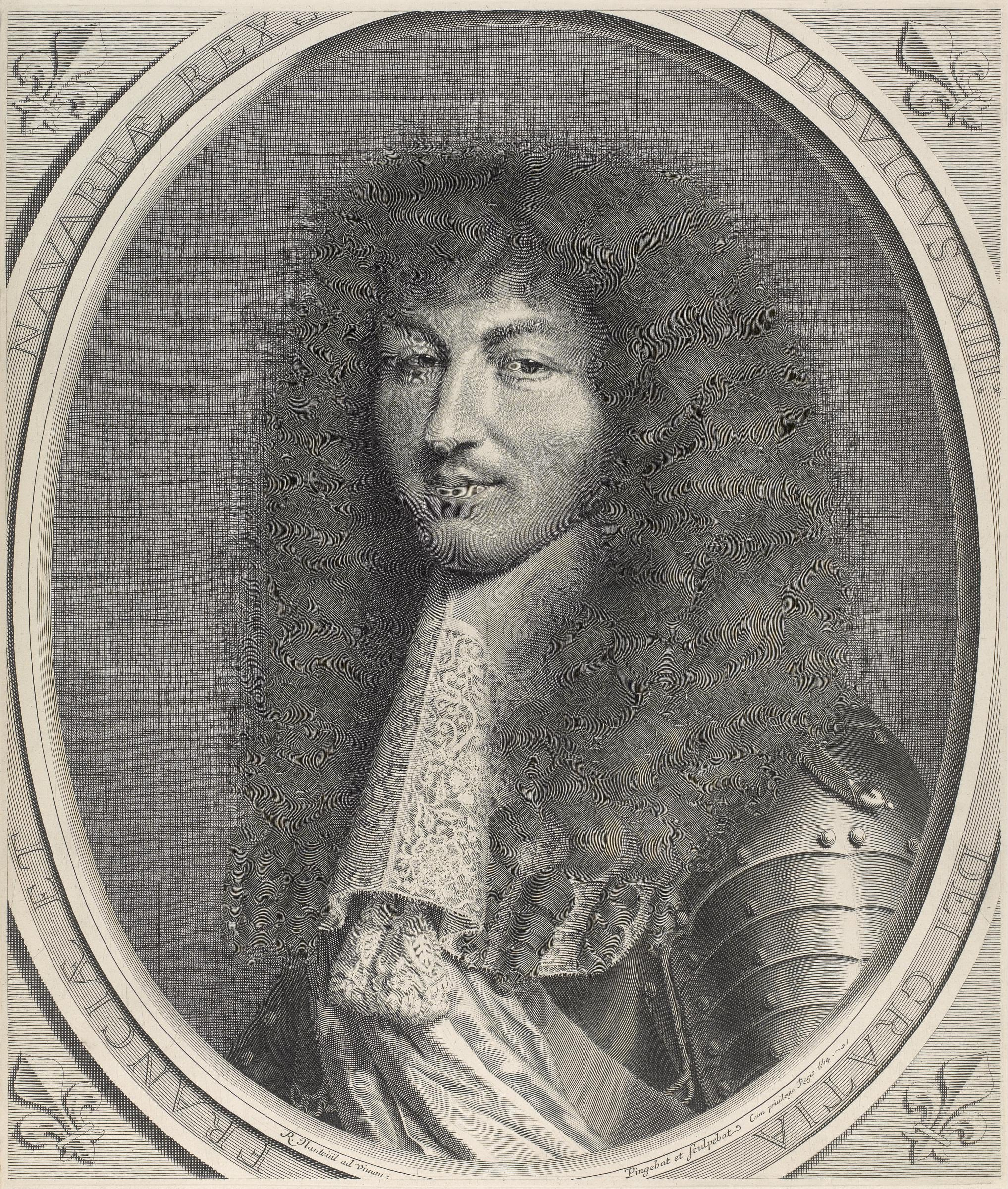
Robert Nanteuil, Portrét Ludvíka XIV. (1664) – Google Art Project
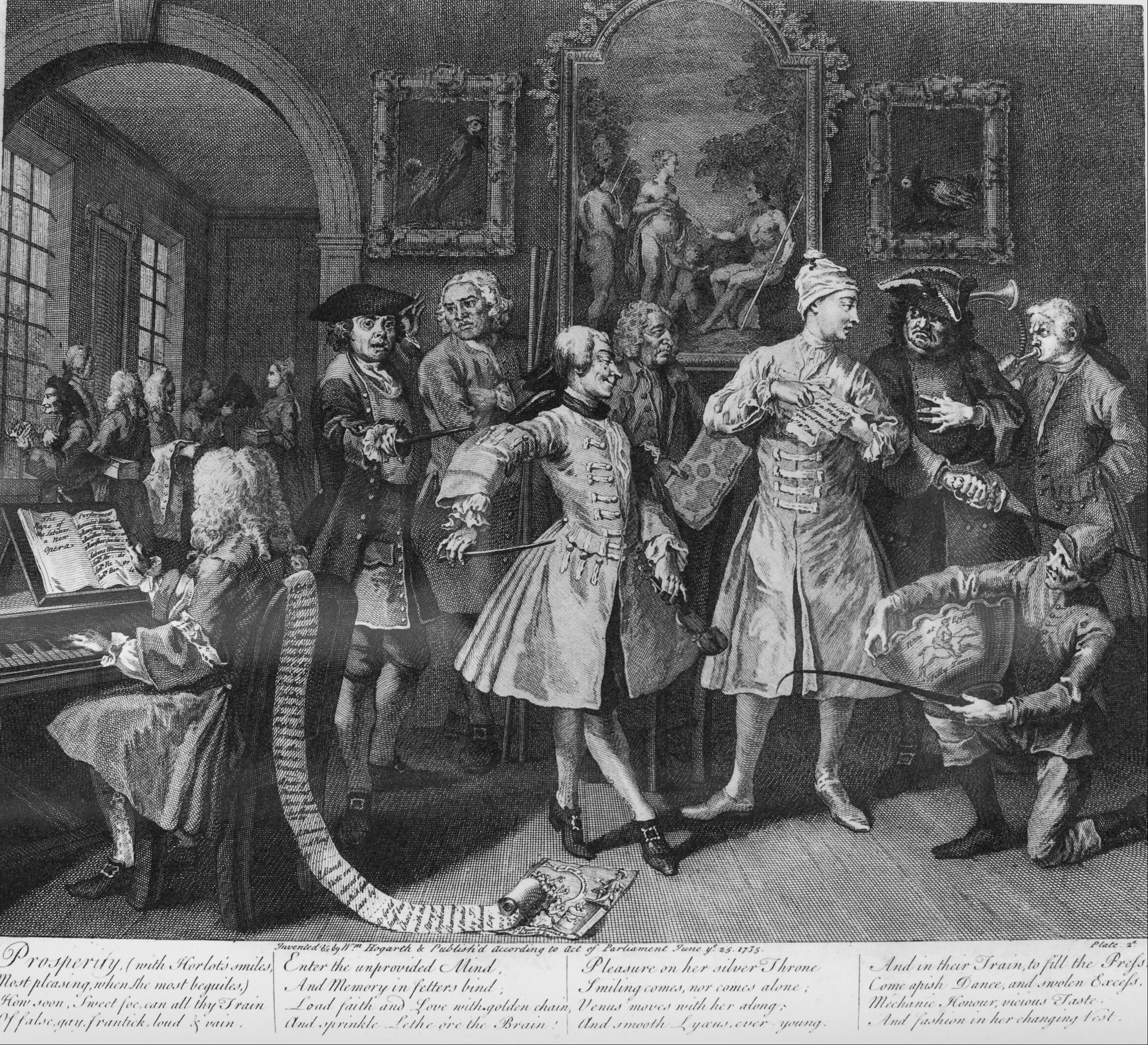
William Hogarth – A Rake's Progress, mědiryt a lept, 1735 – Google Art Project
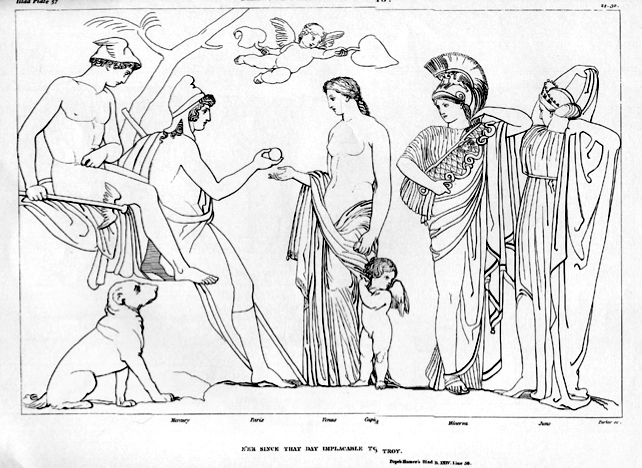
John Flaxman, Paridův soud, 1804